# 와타나베 아쓰오
와타나베 아쓰오(일본어: 渡辺 敦夫, 1974년 4월 15일 ~ )는 일본의 전 축구 선수이다.

## 구단 경력
과거 우라와 레즈에서 활동하였다.